# Mistrzostwa Świata w Strzelectwie 1910
Mistrzostwa Świata w Strzelectwie 1910 – czternasta edycja mistrzostw świata w strzelectwie. Odbyły się one w holenderskim Loosduinen. Udział brali tylko mężczyźni. 
Rozegrano siedem konkurencji (po raz ostatni w takiej liczbie konkurencji rywalizowano na mistrzostwach świata). Indywidualnie najwięcej medali zdobył Belg, Charles Paumier du Vergier (sześć). W klasyfikacji medalowej zwyciężyła reprezentacja Szwajcarii.

## Klasyfikacja medalowa
| Pozycja | Kraj                 | Złoto | Srebro | Brąz | Łącznie |
| ------- | -------------------- | ----- | ------ | ---- | ------- |
| 1       | Szwajcaria           | 4     | 3      | 1    | 8       |
| 2       | Belgia               | 2     | 0      | 5    | 7       |
| 3       | Francja              | 1     | 1      | 0    | 2       |
| 4       | Cesarstwo Niemieckie | 0     | 2      | 1    | 3       |
| 5       | Włochy               | 0     | 1      | 0    | 1       |

## Wyniki
| Konkurencja                                     | Złoto                                                                                             | Wynik     | Srebro                                                                                   | Wynik     | Brąz                                                                                              | Wynik     |
| Karabin dowolny, trzy postawy, 300 m            | Jean Reich                                                                                        | 1018 pkt. | Konrad Stäheli                                                                           | 1016 pkt. | Charles Paumier du Vergier                                                                        | 1004 pkt. |
| Karabin dowolny, trzy postawy, 300 m, drużynowo | Szwajcaria Marcel Meyer de Stadelhofen Jean Reich Konrad Stäheli Ernst Stumpf Caspar Widmer       | 4918 pkt. | Francja Albert Courquin Léon Johnson Husson Achille Paroche André Parmentier             | 4844 pkt. | Belgia Paul Van Asbroeck Jules Bury Charles Paumier du Vergier Charles Scheirlinckx Henri Sauveur | 4786 pkt. |
| Karabin dowolny leżąc, 300 m                    | Achille Paroche                                                                                   | 352 pkt.  | Jean Reich                                                                               | 351 pkt.  | Charles Paumier du Vergier                                                                        | 349 pkt.  |
| Karabin dowolny klęcząc, 300 m                  | Konrad Stäheli                                                                                    | 363 pkt.  | Caspar Widmer                                                                            | 351 pkt.  | Jean Reich                                                                                        | 339 pkt.  |
| Karabin dowolny stojąc, 300 m                   | Jean Reich                                                                                        | 328 pkt.  | Emil Pachmayr                                                                            | 325 pkt.  | Charles Paumier du Vergier                                                                        | 322 pkt.  |
| Pistolet dowolny, 50 m                          | Paul Van Asbroeck                                                                                 | 528 pkt.  | Eduard Ehricht                                                                           | 523 pkt.  | Charles Paumier du Vergier                                                                        | 518 pkt.  |
| Pistolet dowolny, 50 m, drużynowo               | Belgia René Englebert Charles Paumier du Vergier Paul Van Asbroeck Norbert Van Molle A. Wullemans | 2480 pkt. | Włochy Raffaele Frasca Giuseppe Mussino Aventino Righini Ricardo Ticchi Carlo Vercellone | 2459 pkt. | Cesarstwo Niemieckie Gerhard Bock Eduard Ehricht Richard Fischer Eduard Schmeisser Joachim Vogel  | 2428 pkt. |